# Серпокрилець капський
Серпокрилець капський (Apus barbatus) — вид птахів родини серпокрильцевих (Apodidae).

## Поширення
Ареал вид розкиданий по всій Африці на південь від Сахари, головним чином у Східній і Південній Африці, а також на Мадагаскарі. Точна документація території розмноження цього виду ускладнюється численними індивідуальними спостереженнями за межами відомої території та плутаниною з іншими видами. Площа розмноження може бути більшою, ніж відомо раніше.
Найзахідніші місця поширення знаходяться в Сьєрра-Леоне, північній Ліберії, південній Нігерії, південно-західному Камеруні, Біоко, північно-східній Анголі та середньому узбережжі Намібії. Цілком можливо, що це лише «літні» птахи, але в північній Ліберії вид вважається осілим птахом. У Східній Африці вид поширений від східної Уганди на схід до Кенії та до крайньої півночі Танзанії. Далі на захід є менша зона поширення, яка простягається від сходу Демократичної Республіки Конго до південного заходу Уганди. У цих трьох районах вид є осілим. Інший, більший ареал простягається від західного Мозамбіку і південного Малаві та простягається на південний захід до східного та північного Зімбабве. Тут також можна зустріти птахів цілий рік. Популяції Південної Африки залишають зону розмноження взимку. На схід від африканського материка птах трапляється на Мадагаскарі, особливо в низовинах, а також на Коморських островах.
Мешкає у вологих гірських районах, але також зустрічається в місцях проживання, прилеглих до таких районів, у тому числі на менших висотах. У деяких районах зустрічається на скелях, наприклад біля Кейптауна. Область розмноження в основному знаходиться на висоті від 1600 до 2400 метрів, рідше нижче, але іноді також на рівні моря. На Коморських островах птаха можна зустріти по всьому архіпелагу.

## Підвиди
Існує дев'ять підвидів, два з яких — sladeniae і balstoni — розглядаються деякими авторами як окремі види.
- Apus barbatus barbatus (Sclater, 1866): мешкає в Південній Африці та є перелітним птахом.
- Apus barbatus glanvillei Benson, 1967: цей підвид базується лише на двох досліджених особинах з Сьєрра-Леоне. Забарвлення представників трохи темніше номінальної форми, але в іншому дуже схожі.
- Apus barbatus sladeniae (Ogilvie-Grant, 1904): має дуже розкиданий ареал у Західній Африці.
- Apus barbatus serlei De Roo, 1970: єдині спостереження цього підвиду були в Баменді на заході Камеруну. Врни зовні темніші за номінальну форму, у них відсутній блакитний відтінок оперення на спині.
- Apus barbatus roehli Reichenow, 1906: цей підвид широко поширений у Східній Африці. Представники дрібніше номінальної форми, а оперення темніше.
- Apus barbatus hollidayi Benson und Irwin, 1960: цей підвид обмежений територією водоспаду Вікторія. Птахи блідіші номінальної форми, спина забарвлена як плечі.
- Apus barbatus oreobates Brooke, 1970: представники цього підвиду схожі на roehli, але мають дещо довші крила. Трапляється в Зімбабве і Мозамбіку.
- Apus barbatus balstoni (Bartlett, 1880): поширений на Мадагаскарі.
- Apus barbatus mayottensis (Nicoll, 1906): Коморські острови.

## Опис
Птаз завдовжки 16–18 см. Оперення виглядає повністю чорнувато-коричневим, за винятком невеликої білої або блідо-сірої плями на підборідді, яка не помітна здалеку. Має короткий роздвоєний хвіст і дуже довгі загнуті назад крила, які нагадують півмісяць або бумеранг.